# 白吻蟒
白吻蟒屬（學名：Leiopython）是蛇亞目蟒科下的一個單型屬，屬下只有白吻蟒（L. albertisii）一種無毒蟒蛇，主要分布於新畿內亞。白吻蟒亦稱白唇蟒，目前未有任何亞種被確認。在分類學上，白吻蟒首次被發現時，多被認為是介乎岩蟒屬與環紋蟒屬的一個獨立蛇種。另外，白吻蟒的學名「albertisii」是源自意大利籍博物學者D·艾拔提斯（Luigi D'Albertis），因此亦被稱為「D·艾拔提斯蟒」。

## 特徵
成年的白吻蟒身體平均約有213公分長，除了唇部鱗片的淺白紋理及顏色外，牠們的身體沒有其它班紋。白吻蟒的頭部明顯比頸部粗闊，尖端位置（即嘴鼻位置）呈三角形，鼻孔以上頭額帶的鱗片多數是偏黑色的暗色系，唇部及以下位置的鱗片則主要是由白色及少量黑色的交錯而形成紋理。身體的顏色在成長的過程中亦有所轉變，大多是由棕紫色褪成暗黃色，或者由深藍色褪成灰色。身體鱗片質地光滑，在日光的直接照射下會反射出斑斕的彩色。口內長有近150顆牙齒，是蟒科中擁有最多牙齒的蟒蛇。

## 地理分布
白吻蟒主要分布於新畿內亞境內低於海拔1200米的地區，包括附近一些島嶼與及托雷斯海峽一帶的小島。標本產地約為印尼一帶的區域。白吻蟒多棲息於雨林、矮木林地與及沼澤地區，而且通常都貼近水源，以便當受到威脅時可以迅速逃逸到水中。

## 進食習慣及繁殖
白吻蟒會進食廣泛體型中小的鳥類及哺乳類動物，幼蛇亦會進食蜥蜴。另外，白吻蟒是卵生動物，雌蛇每次生產平誕下約12枚蛇卵。母蛇在產卵後會把蛇卵集中緊湊起來，以身體包圍著它們作保護及孵育。經兩個月後幼蛇便會孵化，平均體長約為38公分。

## 分類學
在2000年時學者荷莎（Hoser）曾發表一個隸屬白吻蟒屬的新品種「荷氏白吻蟒（L. hoserae）」，與及兩個隸屬白吻蟒的新亞種「L. albertisii barkeri」和「L. a. bennetti」。
可是，直至目前為止，由其提出的新品種仍未被正式確認，因為當中的分類方式仍有很多不明確的地方，未能得到充份的證據支持。

## 備註
1. 1 2  McDiarmid RW、Campbell JA、Touré T：《Snake Species of the World: A Taxonomic and Geographic Reference, vol. 1》頁511，Herpetologists' League，1999年。ISBN 1-893777-00-6
2. 1 2 3 4  Mehrtens JM：《Living Snakes of the World in Color》頁480，紐約：Sterling Publishers，1987年。ISBN 0-8069-6460-X
3. ↑  . ITIS. 2007  [9 September, 2007].
4. ↑  Hubrecht AAW：《Notes III on a new genus and species of Pythonidae from Salawatti》來自萊頓博物館的筆記，頁14至15，1879年。
5. ↑  Peters W與G Doria：Catalogo dei retilli e dei batraci raccolti da O. Beccari, L. M. D'Alberts e A. A. Bruijn. nella sotto-regione Austro-Malese. Annali del Museo Civico de Storia Naturale di Genova. ser. 1(13)，頁401至403，plate III，Fig. 2。
6. ↑  .   [2008-06-07]. （原始内容存档于2008-08-03）.
7. ↑  Hoser R：《A Revision of the Australasian pythons》，2000年。【網址1 （页面存档备份，存于）】
8. ↑  Hoser R：《A Revision of the Australasian pythons》，2000年。【網址2 （页面存档备份，存于）】
9. ↑  TIGR爬蟲類資料庫：白吻蟒
10. ↑  Wüster W、Bush B、Keogh JS、O'Shea M、Shine R：《Taxonomic contributions in the "amateur" literature: comments on recent descriptions of new genera and species by Raymond Hoser》頁67至91，Litteratura Serpentium 21，2001年。PDF版本文獻 的存檔，存档日期2007-08-09.

## 外部連結
- （英文）TIGR爬蟲類資料庫：白吻蟒